# ザビーネ・アイヒンガー
ザビーネ・アイヒンガー（Sabine Eichinger）は、ドイツの映画プロデューサー。

## 作品
- リトル・ウィッチ ビビと魔法のクリスタル